# Uriel Cassiani
Uriel Cassiani Pérez (nació en San Basilio de Palenque, Colombia). Es poeta, escritor y columnista de revistas como Panorama Cultural de Valledupar y El Comején (de Madrid, España). Cabe destacar que también es gestor cultural y defensor de los derechos humanos. Cofundador del Taller literario Mundo Alterno (2001). "Representante Legal de la Corporación Socio Cultural de Afrodescendientes Ataole, que promueve proyectos pedagógicos, culturales, artísticos y productivos en el Caribe Colombiano". Su obra se encuentra impregnada del imaginario poético latinoamericano, afrodescendiente y caribeño. Es un escritor consciente de lo ancestral, de sus raíces, transforma sus memorias y vivencias en una voz única y sensible del grito libertario nuestroamericano.

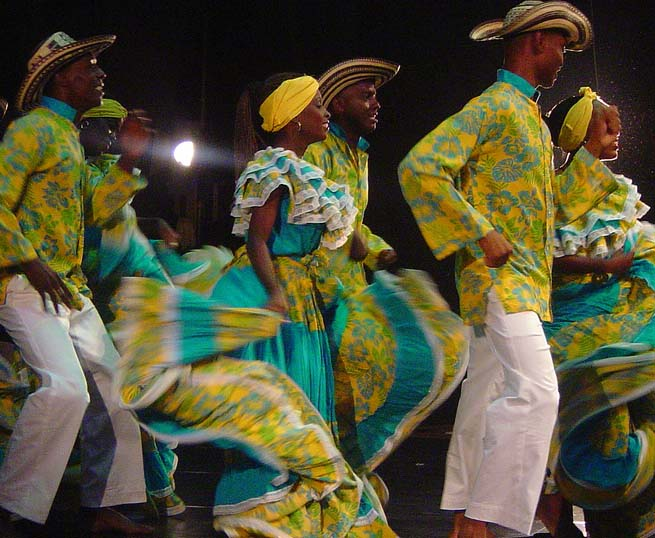
Actividades culturales de Palenque

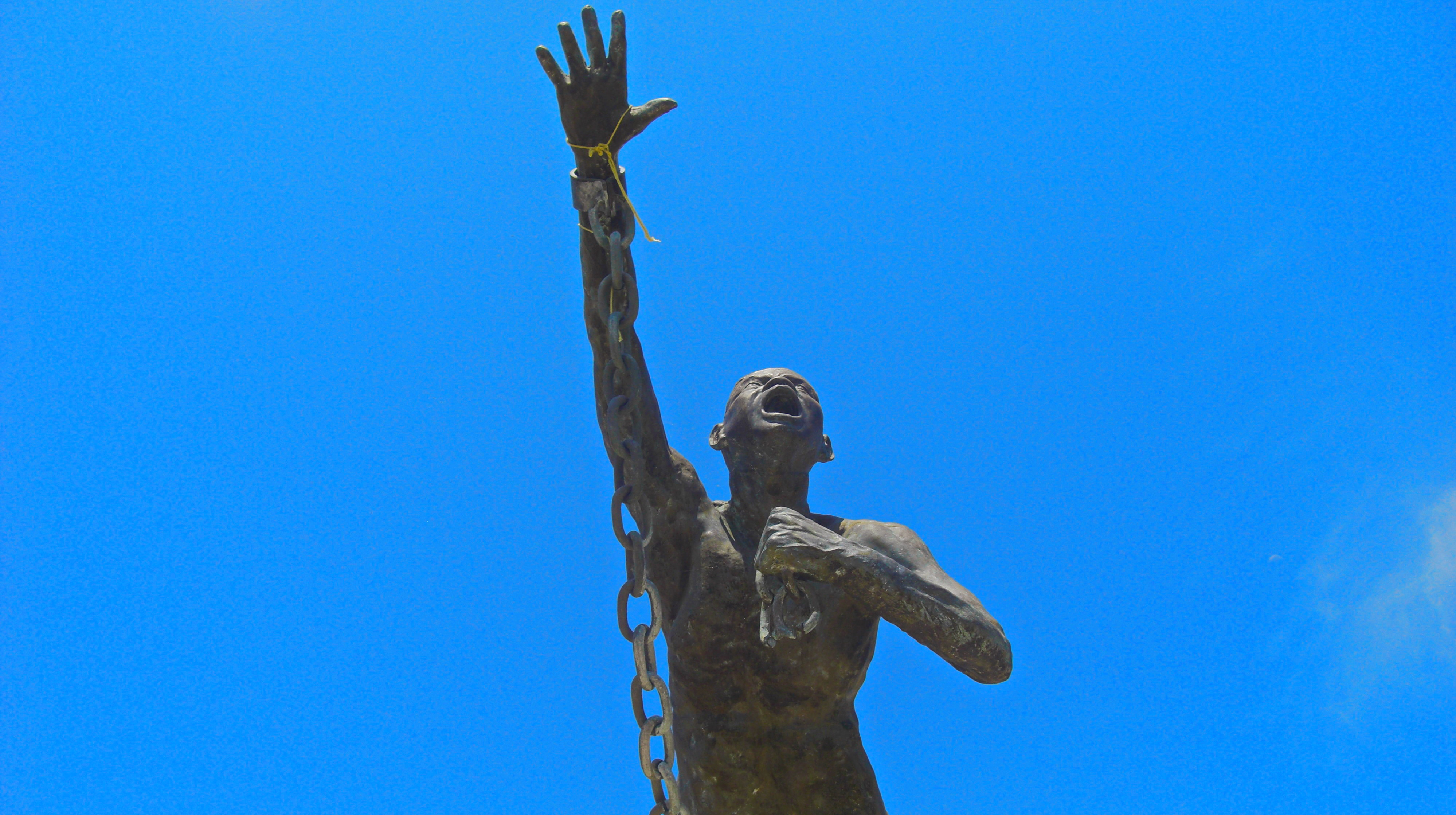
Estatua de la localidad

## Reseña biográfica
Poeta y escritor colombiano, es una de las voces más relevantes de la afrodescendencia y del discurso emergente sobre la descolonización. Columnista de la revista Panorama cultural de Valledupar y El Comején (de Madrid España). Asimismo es Director ejecutivo de la Corporación Socio Cultural de Afrodescendientes Ataole. El lugar de nacimiento del autor, el Palenque de San Basilio, es considerado el Primer Pueblo Libre de América. Cassiani se desempeña como gestor cultural, defensor de derechos humanos y abogado (gracias a su formación académica). 
Como dato literario, en su libro: Ceremonias para criaturas de agua dulce podemos leer que Cassiani "nació en el Palenque de Antonio Cervantes, el primero de septiembre, unos de los gloriosos años 70.... . Y a partir de sus primeros años desarrollará su imaginario literario caribeño.
Se debe destacar que Uriel Cassiani ha sido Invitado a diversos eventos, festivales y encuentros literarios en Colombia, Venezuela, Chile y Estados Unidos; sus poemas han sido incluidos en antologías y revistas en varios países (Colombia, México, Polonia, Alemania y España), podemos mencionar su participación en el "Festival Internacional de poesía de Cartagena" de Indias, en la "Cumbre de países suramericanos y africanos Asa" (Caracas-2009), en la "Feria internacional del Libro  de Bogotá (2011), en la "Cumbre de colombianistas" (Bucaramanga-2011), en la "Feria del libro  de Bucaramanga" (2012), en el encuentro "Poetas Bajo Palabra" (Barranquilla-2012), en el "Festival del Fuego" (Santiago de Cuba-2017), en el primer simposio de escritores Afrolatinoamericanos (Cartagena-2018) y en el primer encuentro de poéticas Bilingües en Santiago de Chile (Chile-2019). 
El poeta ha sido antologado en los libros: Rostro de Mar 60 poetas del caribe colombiano (México), en la Colección un libro por centavos  de la Universidad Externado de Colombia. Así mismo otros textos de su autoría han sido publicados en los periódicos: Universal de Cartagena, la Revista Alba de Alemania, Alhucema de España, en la revista Azharania (también española); e incluso en la revista Pro Libris de la Biblioteca Municipal de Zielona Góra en Polonia. Cabe destacar que, su libro Ceremonias para criaturas de agua dulce, ha sido traducido al polaco por Bárbara Stawicka Pírecka.
La Fundación editorial El perro y la rana lo incluyó en su Antología mínima de poesía amorosa, sobre la cual podemos leer: "Esta selección tiene como concierto solitario, más allá de sus partícipes y sus orígenes, la ternura y el roce único de la expresión de los amantes, y aunque allá ellos con su amor, somos los expectantes invitados a la hermosura de lo dicho, escrito en árboles para nuestro deleite o desventura por su cualidad de espejo", a argo de Alejandro Silva.
Entre sus trabajos inéditos tiene: Conjuros para detener la tempestad (Prosa poética). Así mismo se encuentra en preparación la novela El olvidado reino de las aguas con sal. 

Para completar su semblanza podemos leer lo que el autor pone en una de sus prosas:
"Este nombre que llevo como un animal que recibió una herida que amenaza con dejarlo sin vida, no es mío. Este nombre que sabe a un raro pan que otros insaciablemente muerden, algo en mí lo desconoce. Ese nombre es un extraño que va por la vida conmigo. Es una bofetada constante, un escupitajo apaciguado, blanco como el cura que lo confirmó en la pila bautismal. Este nombre agrede a mis primeros padres. Este nombre occidental que cuando quiero repudiarlo me muestra sus colmillos, como los colmillos de los perros que azuzaban a los ancestros, cuando huían del lugar donde les hacían añicos la vida. Este nombre que repito en otro y no comprendo porque cuando lo pronuncio, brota como de una tierra nueva hojas de romero, girasoles, anamú, astromelias, verbena, eucaliptos gardenias."

## Algunos fragmentos de su obra
| Poema                         | |
| Esa manera de empezar a morir | <<Cuando con suavidad te dé en el rostro la luz que entra por la ventana, y no sientas el fresco baño del bálsamo. Cuando un niño veas jugar con una pelota, o montado en bicicleta y no te recuerde, ni te diga nada. Cuando sepa a farsas el abrazo del amigo, el beso en la frente del padre o la caricia que ofrenda la amada. Cuando no sientas deseos de tener alas, una pistola o un bosque de pájaros para compartir su música con el mundo. Cuando no puedas olfatear a lo lejos la lluvia que con ínfulas de sinfónica se acerca. Cuando la luna de mayo no te reconozca. Cuando no respondas al saludo de las estrellas en lo alto. Cuando sientas que tus vecinos dejaron de ser tus hermanos y el enemigo a casa llegue en paz. Cuando al bailar no puedas hacer los giros que te hacían la estrella de la fiesta. Cuando ir con un hijo no cure los males que el galeno no encuentra. Cuando la música no traiga la medicina prometida. Cuando eso acontezca, has la maleta que llevarás al mundo paralelo. No te entretengas buscando el lugar donde empezaste a morir, piensa, cuánto olvidaste por los afanes e intenta recuperarlo, de lo contrario, estarás dejando tu equipaje más preciado y nadie podrá garantizar que tuya será la suerte, en la travesía.>> |
| Garras de leopardo            | <<He apaciguado el leopardo que vive en mí para morar entre los hombres, para darles la mano sin que los hieran mis garras. He usado las oscuras oraciones de mi padre, para que el animal crea que es un perro sin “raza”. A veces lo escucho limar en los bajos de mi corazón sus garras. Lanza un corteo rugido y se echa a lo largo del pecho. Un perro al que cualquiera se creyó con derecho a echar lejos, a patear de mala manera. Temo que un día recuerde sus días de fiera desatada y salga a devorar sin contar con la piedad, a todo aquel que, de alguna manera, me hizo daño.>> |
| Luciérnagas bajo las uñas     | <<Recién adormecida la tarde, padre santigua pequeños limoneros, varasantas, trupíes, bongas. Sonriendo despacio confiesa: Abuelo enseñaba después de cortar el arroz, de reunir sosiegos para repartirlos a los suyos, o mientras descifraba el porvenir ajeno en el rumor del fuego levantado por los leños. Mostraba con rezos, los otros rostros de la luz. Padre soñó una herencia para su hijo Aunque esta fuese humilde. Me comprendió por los tiempos, negado para ciertos asuntos de la luz: Sólo sirvo para cortar girasoles, simular con ellos pequeños soles en las manos, atrapar luciérnagas para esconderlas bajo las uñas, despertar temprano, esperando sorprender un fuego más inocente que sus oraciones o el alba.>> |

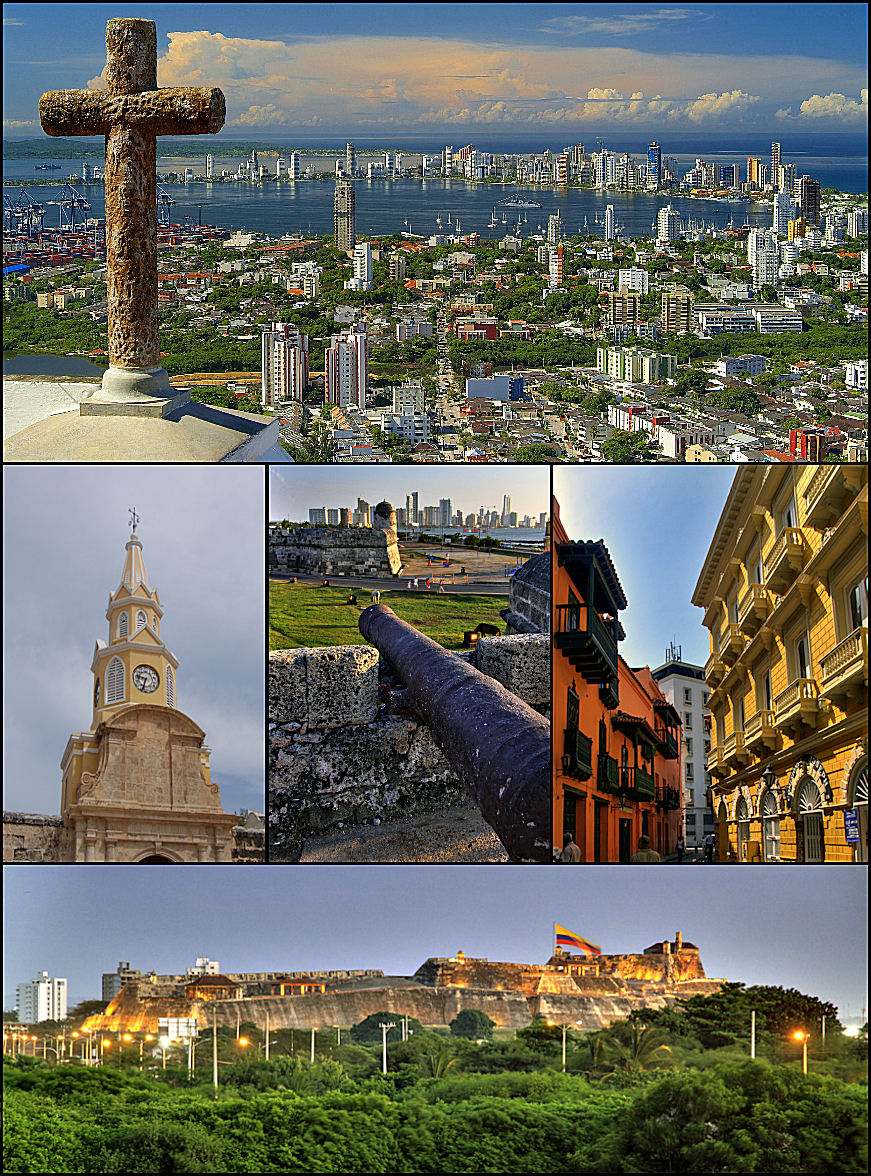
Cartagena

## Obra
- Información sobre sus libros publicados:
  - Ceremonias para criaturas de agua dulce: esta obra vio la luz en el año 2010, publicación realizada con Ediciones Pluma de Mompox. Según una breve reseña de John Jairo Junieles "en la obra de Uriel Cassiani sobrevive un mundo nuevo para nosotros, pero antiguo y vigente para una etnia que nunca ha cortado su cordón umbilical con la naturaleza [The work of Uriel Cassiani Pérez opens a world which is new for us, but is old and active for people who never cut their umbilical cords with nature]".[9] Tal como se ha mencionado, esta obra fue traducida al polaco en el año 2010 por Bárbara Stawicka Pírecka.
  - Alguna vez fuimos árboles o pájaros o sombras. Este poemario fue publicado en el año 2011.
  - Música para bandidos. Sale a la luz en el año 2019. Sobre este texto, comenta el propio autor, en una entrevista que le hizo el periodista Gustavo Tatis Guerra para el periódico El universal: "La novela tal vez la empiezo a escribir antes de ser consciente que podría convertirme en poeta o escritor. Hay situaciones que nos pueden marcar y uno de esos hechos fue la muerte del segundo al mando de la pandilla de Farolo, el Villa, un pandillero de uno noventa y cinco de estatura, muerto de un disparo de carabina desde la terraza de una casa en una violenta pelea entre cívicos del barrio Candela y las Águilas de Farolo."[10]
  - Variaciones lógicas de la memoria (Cuentos). 2020. Salió publicado en la Colección Artes y humanidades de la Universidad del Valle: Literatura Colección Artes y humanidades.
  - Antologías: Como se ha mencionado, Cassiani ha sido antologado en diversos libros, entre los cuales cabe destacar: Rostro de mar, 60 poetas del Caribe colombiano (México). Asimismo aparece en la colección "Un libro por centavos" de la Universidad Externado de Colombia. En la revista ProLibros de la Bibliotaca Municipal de Zielona Gora, Polonia.